# Польско-крымская граница
Польско-крымская граница — государственная граница между Крымским ханством и Речью Посполитой, существовавшая в 1569—1667 годах.

## История
Граница появилась в 1569 году, когда после заключения Люблинской унии территория Киевского воеводства была передана от Великого княжества Литовского в состав Короны. Существовала до 1667 года, когда в результате андрусовского перемирия территория Запорожья вошла в состав Русского царства.
Граница начиналась на пересечении границ Османской империи (Буджак), Короны и Крымского ханства (Едисан) в среднем течении Буга. Затем шла в юго-восточном направлении через Дикое поле до острова Тавань на Днепре. Затем нижним течением Днепра в северо-восточном направлении, южнее Сечи по дуге пересекала Запорожье до точки пересечения с границей Русского царства на Муравском шляхе.